# The Ritual
The Ritual (с англ. — «Ритуал») — пятый студийный альбом американской трэш-метал-группы Testament, выпущенный 12 мая 1992 года. Это последний диск с участием ударника Луи Клементе, а также последний с Алексом Сколником до его возвращения в группу в 2005 году.

## Об альбоме
Следуя традициям всех трэш-метал групп в начале 1990-х годов, группа начала экспериментировать с музыкой — стиль нового альбома определяется как хэви-метал, хотя в нём все ещё присутствуют трэшевые элементы, в целом же музыка в новом альбоме вышла более медленной и мелодичной, чем на более привычных работах Testament. После выхода альбома группу покинул ударник Луи Клементе, решивший заняться стабильным бизнесом, вроде продажи картин и мебели. Почти одновременно с ним ушёл Алекс Сколник. Некоторое время он участвовал в прогрессив-группе Savatage, после чего организовал собственную джазовую группу — Alex Skolnick Trio. The Ritual был хорошо принят музыкальными критиками. Эдуардо Ривадавия из AllMusic назвал песню «Return to Serenity» лучшей песней в альбоме: «С её прекрасными эфирными мелодиями песня является одним из лучших достижений группы.» Было распродано более 485 тысяч копий дисков в США по состоянию на июнь 2007 года. Тем не менее, альбом не получил золотой сертификации RIAA.

## Список композиций
| №   | Название              | Длительность |
| --- | --------------------- | ------------ |
| 1.  | «Signs of Chaos»      | 0:30         |
| 2.  | «Electric Crown»      | 5:31         |
| 3.  | «So Many Lies»        | 6:04         |
| 4.  | «Let Go of My World»  | 3:45         |
| 5.  | «The Ritual»          | 7:34         |
| 6.  | «Deadline»            | 4:47         |
| 7.  | «As the Seasons Grey» | 6:16         |
| 8.  | «Agony»               | 4:07         |
| 9.  | «The Sermon»          | 4:48         |
| 10. | «Return to Serenity»  | 6:25         |
| 11. | «Troubled Dreams»     | 5:14         |

## Участники записи
- Чак Билли — вокал
- Алекс Сколник — гитара
- Эрик Питерсон — гитара
- Грег Кристиан — бас-гитара
- Луи Клементе — ударные
- Шон Кросби — дополнительный вокал (как указано в примечаниях альбома)
- Уильям Бенсон — обложка альбома

Производство
- Аранжировка — Testament
- Произведено и записано Тони Платтом
- Записано в студии One On One; при содействии Ульриха Уайлда
- Сведено Найджелом Грином в Battery Studios
- Помощник звукоинженера: Сара Бедингем
- Мастеринг — Джордж Марино в Sterling Sound
- «Signs of Chaos», «Electric Crown» и «Deadline» опубликованы COTLOD Music / Zomba Enterprises, Inc. Все остальные песни опубликованы COTLOD Music / Zomba Enterprises, Inc. / Mamatoneck Music / Virgin Songs, Inc.

## Позиции в чартах
Альбом
| Чарт (1992)                      | Высшая позиция |
| -------------------------------- | -------------- |
| The Billboard 200                | 55             |
| Oricon Albums Chart              | 58             |
| Великобритания (UK Albums Chart) | 48             |

Синглы 
| Год  | Сингл                | Чарт                  | Позиция |
| ---- | -------------------- | --------------------- | ------- |
| 1993 | «Return to Serenity» | Mainstream Rock Songs | 22      |